# Onosma waltonii
Onosma waltonii là loài thực vật có hoa trong họ Mồ hôi. Loài này được Duthie mô tả khoa học đầu tiên năm 1912.